# قشلاق میرعلم عشایر مغان
قشلاق میرعلم  قشلاق میرعلم یکی از طایفه‌های روستای اودلو واقع در دشت مغان وابسته به شهرستان بیله‌سوار در استان اردبیل می‌باشد. این قشلاق که مردمان آن بیشتر به کار دامداری و عشایری مشغولند از شرق به روستای اودلو و از غرب به روستای خورخور و از شمال به قشلاق پوتولغان و از جنوب به قشلاق اللهوردی احاطه شده است. این قشلاق که از محرومترین مناطق عشایری کشور می‌باشد دارای مردمان زحمت کش می‌باشد. با همه محرومیت‌ها این قشلاق در زمان جنگ ایران و عراق خدمات شایان توجهی به کشورمان ارائه داند. هم جاد مالی و جهاد در راه خدا. مردم این قشلاق در زمان جنگ کمک مالی زیادی به جنگ زدگان و سربازان پشت جبهه‌ها تقدیم نمودند . این قشلاق در زمان جنگ با این که تعداد خانوار ان هم کمتر می‌باشد ۲ شهید و چندین رزمنده فدای انقلاب کردند. با این حال این قشلاق دارای هیچ امکانات رفاهی و انسانی نمی‌باشد. نه امکانات راه و نه امکانات آب و برق و تلفن و نه امکانات مدرسه .
بیش از ۹۰ درصد مردمان این قشلاق با سواد می‌باشند که در روستاها و شهرستانهای مختلف علی‌رغم سختی مشغول به تحصیل شدند بطوریکه ۵۰ درصد جوانان این قشلاق مدرکی بالای فوق لیسانس در رشته‌های مهندسی و پزشکی و علوم انسانی می‌باشد.